# Стари замак на Ваху
49° 10′ 40″ N 18° 53′ 25″ E / 49.17778° С; 18.89028° И
Варински или Стари замак (слч. Varínsky (Starý) hrad) је замак у Словачкој, који се налази на Ваху код Жилине на северозападу земље.
Подигнут је у XIII веку на окомитој стени над Вахом и први пут се у историјским изворима јавља 1267. године. На прелазу из XIII у XIV век је низводно од њега у непосредној близини на супротној страни обале, подигнута још један замак (Стречниански замак), након чега је Варински замак почео да бива називан и Старим замком, за разлику од новог. Касније је напуштен и од XVI века се налази у рушевинама.
Долином Ваха данас пролази модерни пут, тако да Стари замак са Стречном представља занимљиву атракцију за оне који пролазе њиме. Уколико се иде узводно, прво се на врху окомите стене на десној обали Ваха појављују рушевине Старог замка на надморској висини од око 475 метара, да би свега неколико километара низводно на левој обали појавиле веома сличне рушевине Стречнианског замка. Он је такође смештен на врху литице која се оштро спушта у Вах, на надморској висини од око 420 метара.